# 162–170 Gorbals Street

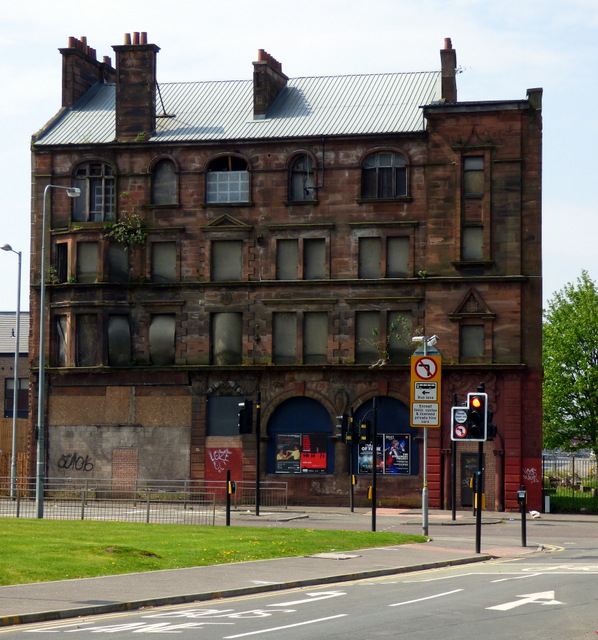
162–170 Gorbals Street

Unter der Adresse 162–170 Gorbals Street in der schottischen Stadt Glasgow befindet sich ein Wohn- und Geschäftsgebäude. 1970 wurde das Gebäude als Einzeldenkmal in die schottischen Denkmallisten in der höchsten Denkmalkategorie A aufgenommen.

## Geschichte
Das Wohn- und Geschäftsgebäude wurde zwischen 1899 und 1900 für die British Linen Bank erbaut, die dort eine Zweigstelle unterhielt. Für den Entwurf zeichnet der schottische Architekt James Salmon verantwortlich. Im Jahre 1931 wurde das Gebäude durch Keppie & Henderson überarbeitet.
Mitte der 1990er Jahre stand das Gebäude bereits seit mehreren Jahren leer. 1998 wurde es in das Register gefährdeter denkmalgeschützter Bauwerke in Schottland aufgenommen. Historic Scotland stellt finanzielle Mittel zur Restaurierung und Nachnutzung bereit. Bis 2015 wurde das leerstehende Gebäude jedoch noch nicht restauriert, sodass sein Zustand in diesem Jahr als sehr schlecht bei gleichzeitig hoher Gefährdung eingestuft wurde.

## Beschreibung
Es handelt sich um das Eckhaus an der Einmündung der Bedford Lane in die Gorbals Street (A730) im südlich des Clyde gelegenen Glasgower Distrikts Laurieston im Stadtteil Gorbals. Es ist in der Interpretation des Arts-and-Crafts-Stils der Glasgow School ausgestaltet. Ebenerdig sind Geschäftsräume eingerichtet, während die Obergeschosse als Wohnraum genutzt werden. Die ostexponierte Hauptfassade des vierstöckigen Gebäudes ist sechs Achsen weit. Wurde das Mauerwerk an den sichtbaren Fassaden mit Steinquadern aufgebaut, so wurde an der Gebäuderückseite Bruchstein verwendet.
Im Erdgeschoss sind die Fenster und Portale mit Rundbögen gestaltet. Das Eingangsportal verschließt ein fein ornamentiertes, schmiedeeisernes Tor. Der Bogen ist mit Säulen und Pilastern gestaltet. Drüber verläuft die Inschrift „British Linen Company Bank“. Zwei Gurtgesimse gliedern die Fassade horizontal. In den Obergeschossen sind die Fenster teils zu Zwillingen gekuppelt. Links tritt ein zweistöckiger, abgekanteter Erker heraus. Im obersten Geschoss schließen die Fenster mit Korbbögen oder Rundbögen. Auf dem Erker sitzt ein Balkon auf, dessen Brüstung im Arts-and-Carfts-Stil ausgestaltet ist. Das abschließende Dach ist mit Schiefer eingedeckt.